# Bernd Wölbern
Bernd Wölbern (* 15. März 1966 in Zeven) ist ein deutscher Politiker (SPD). Von 2021 bis 2022 war er Mitglied des Niedersächsischen Landtages.
Wölbern wuchs mit zwei Brüdern, darunter der heutige Schauspieler Werner Wölbern, in Wohnste bei Bremervörde auf und besuchte Schulen in Klein Meckelsen, Sittensen und Zeven. Er studierte in Kaiserslautern und Bremen. Von Beruf war der Diplom-Biologe bis zu seinem Einzug in den Landtag Lehrer an der Carl-Friedrich-Gauß-Schule Zeven, einer integrierten Gesamtschule.
Wölbern ist Mitglied des Kreistages und Beigeordneter des Landkreises Rotenburg (Wümme). Bei den Landtagswahlen 2008, 2013, 2017 und 2022 trat er für die SPD im Wahlkreis Bremervörde an, unterlag aber stets dem jeweiligen CDU-Kandidaten. Am 9. November 2021 rückte er jedoch über die Landesliste für Bernd Lynack, der zum Landrat des Landkreises Hildesheim gewählt worden war, in den Landtag nach. Bei der Landtagswahl 2022 verfehlte er den Wiedereinzug in den Landtag.
Wölbern lebt in Wohnste, ist verheiratet und hat fünf Kinder.